# كعكة هشة
كعكة هشة (بالإنجليزية: Shortcake)‏ هي نوع من الكعكات من المطبخ البريطاني. هناك العديد من أنواع الكعكات الشهش الذي يُقدم معظمه بالفاكهة والقشدة، ومن أشهرها كعكة الفراولة الهشة التي تُقدم عادةً مع القشدة المخفوقة. الأنواع الأخرى الشائعة في المملكة المتحدة هي العليق الأسود والقشدة المخثرة. كلمة short الإنجليزية لا تعني هنا قصير، بل هش أو قَصِم أوقَصِف، وهو معنىً قديم للكلمة.